# Радиоэлектронная борьба
Условные тактические знаки НАТО, применяемые для обозначения на карте и в документах.
Радиоэлектронная борьба (РЭБ) — разновидность вооружённой борьбы, в ходе которой осуществляется воздействие радиоизлучениями (радиопомехами) на радиоэлектронные средства систем управления, связи и разведки противника в целях изменения качества циркулирующей в них военной информации, защита своих систем от аналогичных воздействий, а также изменение условий (свойств среды) распространения радиоволн.
В современной войне, в которой значительная роль отведена передаче информации посредством распространения электромагнитных волн, средства РЭБ играют важнейшую роль в обеспечении высокой боевой эффективности средств вооруженной борьбы.
Профессиональный праздник специалиста по радиоэлектронной борьбе в России отмечается 15 апреля.

## Объекты и цели
Объектами воздействия в ходе РЭБ являются важные радиоэлектронные объекты (элементы систем управления войсками, силами и оружием, использующие радиосредства), нарушение или срыв работы которых приведёт к снижению эффективности применения противником своих вооружений.
Целями радиопомех являются радиолинии связи, управления, наведения, навигации. Помехи воздействуют, главным образом, на приёмную часть радиосредств. Для создания радиопомех используются активные и пассивные средства. К активным относятся средства, которые для формирования излучений используют принцип генерирования (например, передатчики, станции помех). Пассивные средства — используют принцип отражения (переизлучения) (например, дипольные и уголковые отражатели и др.).
В настоящее время РЭБ представляет собой комплекс согласованных мероприятий и действий войск, которые проводятся в целях:
- снижения эффективности управления войсками и применения оружия противника;
- обеспечения заданной эффективности управления войсками;
- применения своих средств поражения.

Достижение указанных целей осуществляется в рамках поражения систем управления войсками и оружием, связи и разведки противника путём изменения качества, циркулирующей в них информации, скорости информационных процессов, параметров и характеристик электронных средств; защиты своих систем управления, связи и разведки от поражения, а также охраняемых сведений о вооружении, военной технике, военных объектах и действиях войск от технических средств разведки иностранных государств (противника) путём обеспечения заданных требований к информации и информационным процессам в автоматизированных системах управления, связи и разведки, а также свойств электронных средств.
В ходе РЭБ: поражение обеспечивается преднамеренным воздействием различными видами излучений на электронные средства, каналы получения и передачи информации, специальным программно-техническим воздействием на электронно-вычислительные средства противника; свои системы управления, связи и разведки защищаются от аналогичных воздействий противника, а также от непреднамеренных воздействий излучениями, возникающих вследствие совместного применения электронных средств; защита охраняемых сведений осуществляется их скрытием или (и) введением противника в заблуждение относительно их действительного содержания. Объектами РЭБ являются носители информации (поля и волны различной природы, потоки заряженных частиц), среда их распространения и электронные средства и системы. Таким образом, РЭБ является составной частью, технической основой информационной борьбы.

## Составные части РЭБ
Составными частями РЭБ являются радиоэлектронное подавление и радиоэлектронная защита.

### Радиоэлектронное подавление

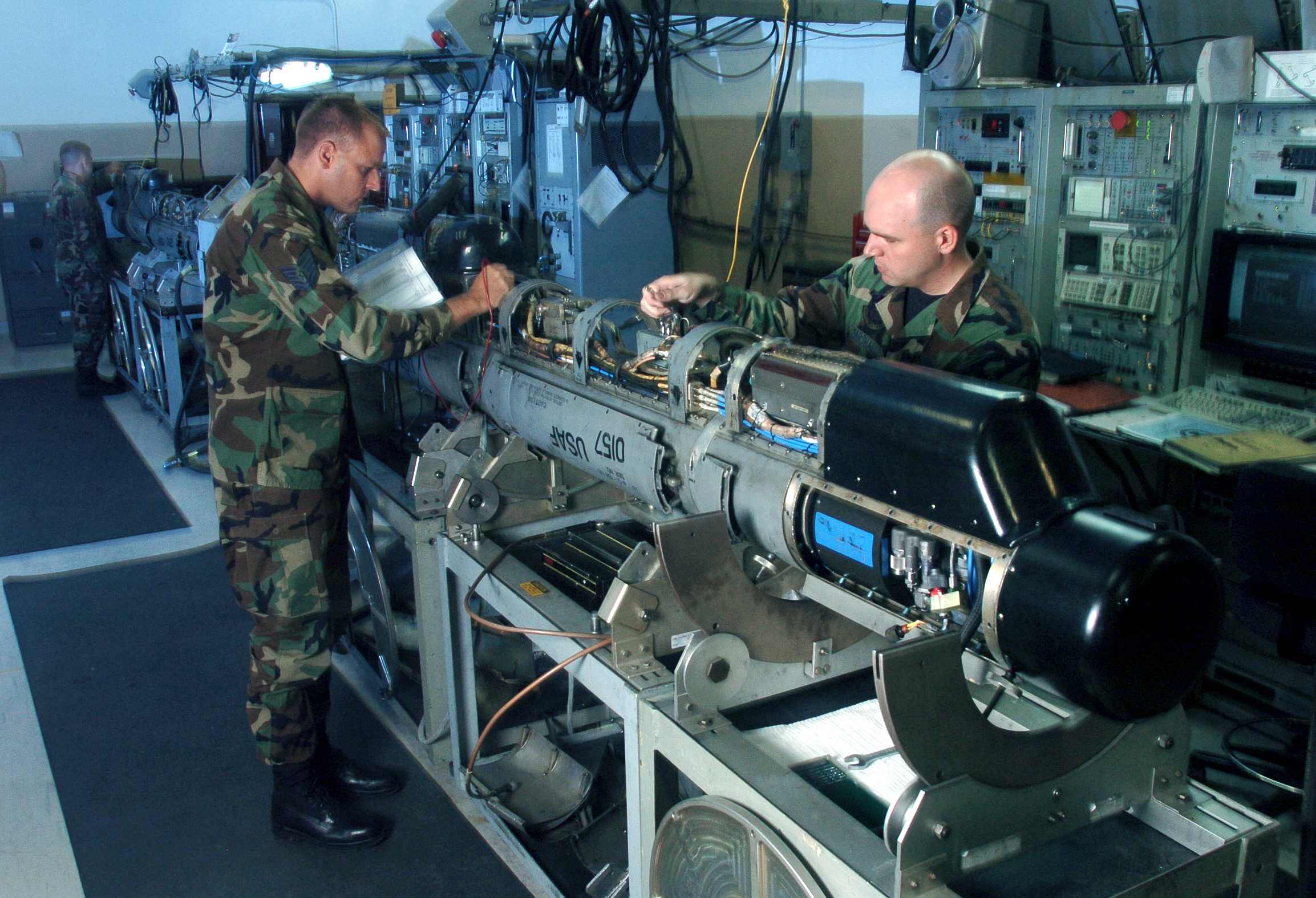
Обслуживание самолётной станции радиопомех AN/ALQ-184

Радиоэлектронное подавление — комплекс мероприятий и действий по срыву (нарушению) работы или снижению эффективности боевого применения противником радиоэлектронных систем и средств путём воздействия на их приёмные устройства радиоэлектронными помехами. Включает радио-, радиотехническое, оптико-электронное и гидроакустическое подавление. Радиоэлектронное подавление обеспечивается созданием активных и пассивных помех, применением ложных целей, ловушек и другими способами.

### Радиоэлектронная защита
Радиоэлектронная защита — составная часть радиоэлектронной борьбы, направленная на обеспечение устойчивой работы радиоэлектронных средств (РЭС) в условиях воздействия преднамеренных радиопомех противника, электромагнитных излучений оружия функционального поражения, электромагнитных и ионизирующих излучений, возникающих при применении ядерного оружия, а также в условиях воздействия непреднамеренных радиопомех. Основу РЭЗ составляют: обеспечение электромагнитной совместимости (ЭМС) РЭС, комплекс организационных и технических мероприятий, направленных на обеспечение помехоустойчивости РЭС в условиях воздействия на них непреднамеренных помех; защита РЭС от преднамеренных помех, комплекс организационных и технических мероприятий, направленных на обеспечение помехозащищённости РЭС в условиях воздействия на них преднамеренных помех; защита РЭС от электромагнитных и ионизирующих излучений, комплекс организационных и технических мероприятий по обеспечению надежности функционирования РЭС в условиях воздействия на них излучений, приводящих к функциональному поражению элементной базы; защита от воздействия ложных сигналов, комплекс организационных и технических мероприятий, направленных на воспрещение противнику возможности ввода в системы и средства информации (сообщений) при передаче им ложных сигналов.

### Радиоэлектронная разведка
Радиоэлектронная разведка — сбор разведывательной информации на основе приёма и анализа электромагнитного излучения. Радиоэлектронная разведка использует как перехваченные сигналы из каналов связи между людьми и техническими средствами, так и сигналы работающих РЛС, станций связи, станций радиопомех и иных радиоэлектронных средств.

### Комплексный технический контроль
Комплексный технический контроль — контроль за состоянием функционирования своих радиоэлектронных средств и их защиты от технических средств разведки противника. Осуществляется в интересах радиоэлектронной защиты. Включает радио-, радиотехнический, фотографический, визуально-оптический контроль, а также контроль эффективности защиты информации от её утечки по техническим каналам при эксплуатации средств передачи и обработки информации.

### Электромагнитное поражение
Электромагнитное воздействие (импульс), выводящее из строя электронное, коммуникационное и силовое оборудование противника. Поражающий эффект достигается за счёт наведения индукционных токов. Впервые отмечено при ядерных взрывах в атмосфере.
В настоящее время для создания поражающего импульса используются магнетроны. Электромагнитные системы поражения стоят на вооружении в США и других странах НАТО.

## История

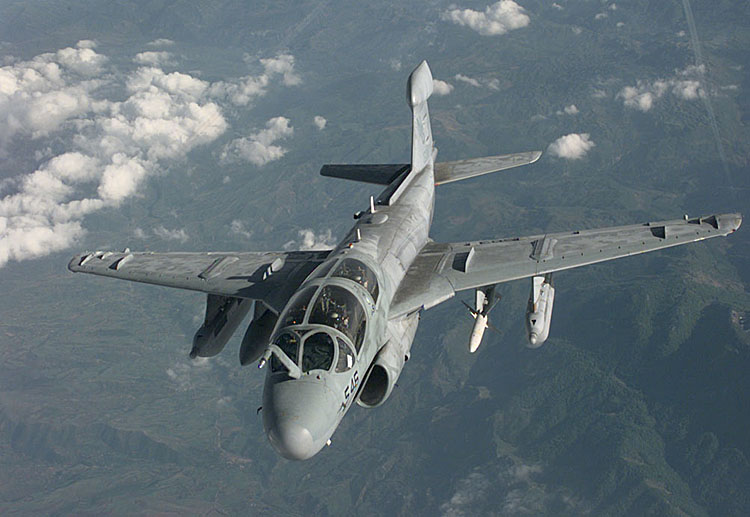
EA-6B «Праулер» — самолёт радиоэлектронной борьбы, используемый ВМС США

Впервые радиоэлектронная борьба была применена силами ВМФ России в ходе Русско-японской войны. 2 (15) апреля 1904 года во время артиллерийского обстрела, который японская эскадра вела по внутреннему рейду Порт-Артура, радиостанции российского броненосца «Победа» и берегового поста «Золотая гора» путём создания преднамеренных помех серьёзно затруднили передачу телеграмм вражеских кораблей-корректировщиков (считается очевидно первым в мире случаем).
Тем не менее, радиосредства в то время в основном использовались для обеспечения связи, выявления каналов связи противника и перехвата передаваемой по ним информации. Предпочтение отдавалось перехвату радиопередач, а не их подавлению. Однако в годы Первой мировой войны радиопомехи стали эпизодически применяться для нарушения радиосвязи между штабами армий, корпусов и дивизий и между военными кораблями. Вместе с тем в германской армии уже тогда появились специальные станции радиопомех.
В период между мировыми войнами активно развивается радиосвязь, появляются средства радиопеленгации, радиоуправления и радиолокации. В результате кардинально меняется концепция управления и взаимодействия сухопутных войск, ВВС и ВМФ. Всё это привело к дальнейшему развитию способов и техники противодействия радиоэлектронным средствам противника.
Во время Второй мировой войны страны-участники активно использовали средства радиоэлектронного и гидроакустического подавления. Были сформированы и широко применялись для обеспечения боевых действий специальные части и подразделения радиопомех. Был накоплен большой опыт ведения разведки и создания радиопомех, а также радиоэлектронной защиты.
В больших масштабах использовались средства электронной войны летом 1944 года, когда высадкой войск в Нормандии был открыт второй фронт.
Готовясь к встрече десанта, немцы сосредоточили на северном побережье Европы огромное количество станций обнаружения, контролировавших все окружающее пространство и каждый клочок земли. Артиллерийским огнём и ударами с воздуха союзники уничтожили перед началом десанта около 80 процентов немецких станций, а для подавления оставшихся средств противника было установлено около 700 станций помех.
Был проведён ряд дезинформационных операций под кодовыми названиями «Глиммер» и «Таксабл», целью которых было ввести немцев в заблуждение относительно настоящего направления вторжения.
Началась грандиозная мистификация: над Ла-Маншем непрерывно курсировали самолёты союзников, создававшие с помощью отражателей и специальных сигналов ложные цели то здесь, то там. Сбитые с толку немецкие летчики были вконец измотаны множеством ложных тревог.
Огромным количеством ложных сигналов и целей в течение четырёх с лишним часов союзники имитировали движение десанта в направлении Булони и в конце концов заставили немцев сосредоточить все силы в районах Булони и Кале. А в это время войска союзников высаживались в Нормандии, где оборона немцев была настолько ослаблена, что из 2127 кораблей, участвовавших в десанте, немцам удалось потопить только 6.
В послевоенное время продолжается развитие средств радиоэлектронной борьбы. В локальных войнах второй половины 20 века радиоэлектронная борьба стала важнейшей составной частью военных действий, а её роль и значение неуклонно возрастала.
Появляются новые средства радиопомех корабельного и авиационного базирования.
В современных войнах и военных конфликтах роль радиоэлектронной борьбы продолжает возрастать. Разработка и принятие на вооружение многих государств высокоточного и высокотехнологичного оружия приводит к появлению новых объектов радиоэлектронного воздействия. Применение противорадиолокационных ракет значительно снижает живучесть современных радиоэлектронных средств (РЛС, комплексов ПВО), построенных на базе активных средств радиолокации. Широкое применение спутниковых систем разведки, связи и навигации вызывает необходимость их нейтрализации, в том числе, путём радиоэлектронного подавления. Разрабатываются портативные средства радиоэлектронной разведки и помех для борьбы с новыми средствами связи и навигации, поиска и нейтрализации радиофугасов и других устройств дистанционного подрыва. Средства РЭБ получили возможности системно-программного воздействия на АСУ и на другие вычислительные комплексы.

## Примеры систем РЭБ

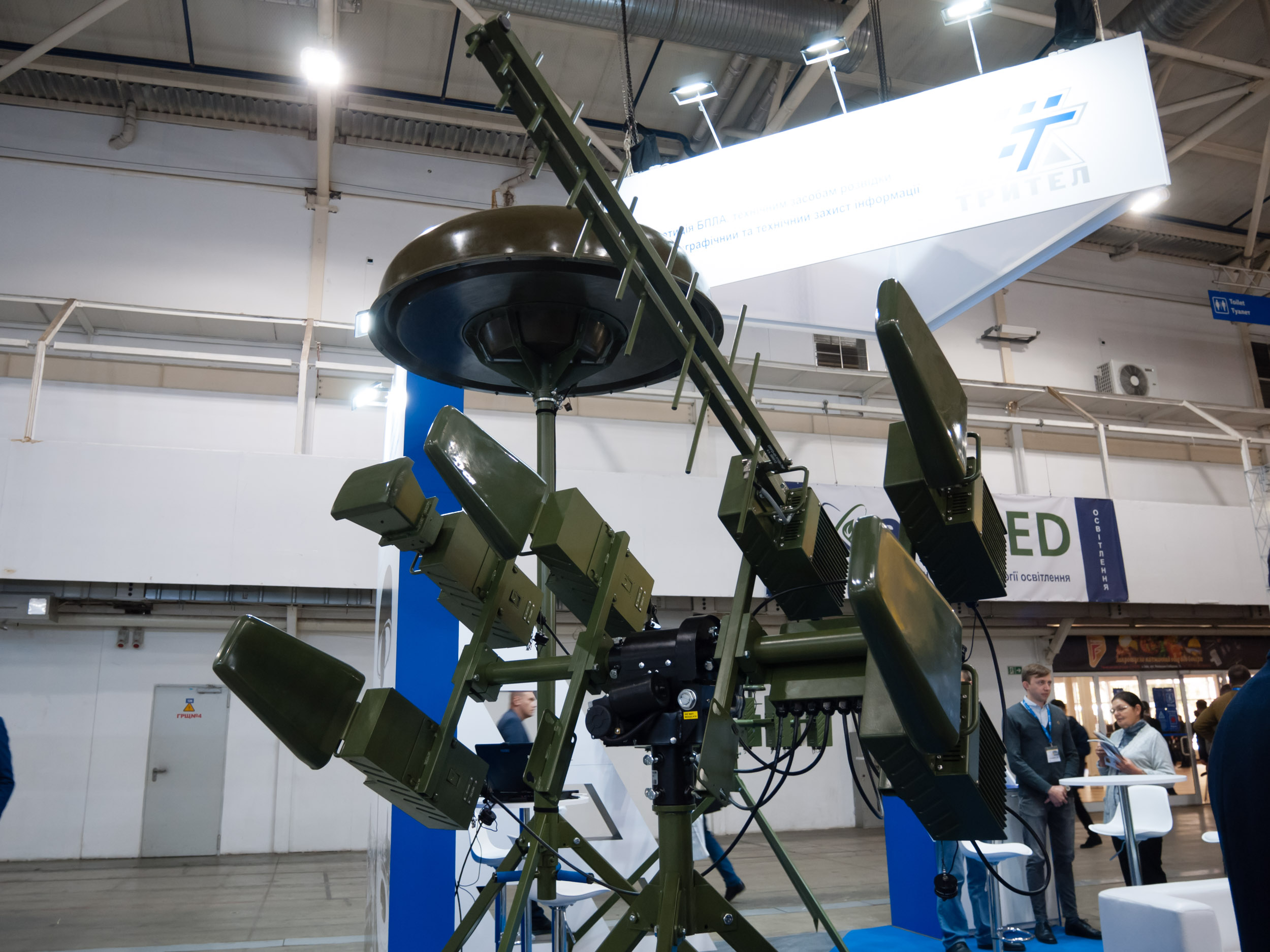
Антенны комплекса РЭБ «Нота (РЭБ)» для борьбы с БПЛА

### США
Бортовые:
- Системы ЭМ оружия установлены на самолёте радиоэлектронной борьбы ВМФ США — EA-18 Growler. Оружие позволяет подавлять системы электронной коммуникации противника и при необходимости уничтожать их, а также выводить из строя электронные системы противника, в том числе системы наведения ПВО и электронные элементы управления самолётов противника. Впервые Growler был применен в операции НАТО в Ливии в 2011[2].
- ЭМ системой защиты от самонаводящихся ракет снабжён истребитель НАТО F-35; действие системы основано на дистанционном разрушении электронных систем наведения ракет направленным электромагнитным импульсом[2].
- AN/ALQ-126

### Белоруссия
Бортовые:
Системами индивидуальной защиты (бортовыми комплексами обороны, БКО) — БКО «Талисман» оснащены истребители МиГ-29 и штурмовики Су-25 ВВС Беларуси и самолёты Су-27УБМ2 ВВС Казахстана. Действие БКО «Талисман» основано на разрушении работы моноимпульсной пеленгации, что приводит к срыву наведения зенитной или авиационной управляемой ракеты.
Наземные:
РЭБ «Гроза-С»

### Россия, СССР
Бортовые: 
Рычаг (РЭБ),
Смальта (РЭП),
Хибины (РЭП),
Сорбция (РЭП), 
Витебск (РЭБ).
Наземные:
Р-330 и аналоги,
Красуха (комплекс РЭБ),
РЭБ «Палантин», «Тирада-2», 
«Дивноморье», 
РЭБ «Репеллент», «Ступор» (для борьбы с БПЛА).
Также системы подавления радиосвязи (РЭП) РБ-301А-Е, РБ-531БЕ
Мобильные системы:
Комплекс РЭБ «Волнорез»
Над промышленными регионами Урала и Сибири развернута система радиоэлектронных помех, основу которой составили комплексы «Поле-21». Они препятствуют работе систем спутниковой навигации, полетам беспилотников, ударам крылатых ракет и другого высокоточного оружия. Система способна не только заглушать сигналы со спутников, но и вносить в них искажения, формируя ложные координаты. 

## Радиоэлектронная борьба в РИ, СССР и РФ

### История
Историю становления войск радиоэлектронной борьбы (РЭБ) в русской армии отсчитывают от 15 апреля (2 апреля по ст. стилю) 1904 года. В этот день в ходе Русско-японской войны связистам эскадренного броненосца «Победа» и флотской телеграфной станции на Золотой горе удалось, поставив радиопомехи, полностью подавив радиопередатчик лёгкого японского бронепалубника, находившегося в прямой видимости, но вне дальности обстрела. И сорвать корректируемый по радио обстрел, японскими броненосными крейсерами «Ниссин», «Касуга» и устаревших крейсеров с тяжёлым вооружением, русской эскадры и крепости Порт-Артур. Напротив, сами корректируя огонь своих ЭБР с высот, смогли создать для противника опасность огневого поражения 12" и 10" снарядами по крутой траектории с непредсказуемыми последствиями и заставить японцев ретироваться.. Это было первым прецедентом подавления связи в качестве оружия в военных целях в мировой истории.
15 апреля, в честь этого события, был объявлен праздником «Днем специалиста РЭБ».
До Первой мировой войны, в 1911—1912 гг. велась радиоразведка, путем перехвата сообщений ФОМ наземными и корабельными станциями в Либаве, применялась дезинформация. 

Во время ПМВ нарушалась связь штабов, армий корпусов и более мелких подразделений основных противников — армий Германии и Австро-Венгрии.
14 декабря 1942 года — Докладная народного комиссара внутренних дел Союза ССР Л. П. Берии председателю Государственного комитета обороны СССР И. В. Сталину о необходимости создания в Красной Армии «Службы по забивке немецких радиостанций, действующих на поле боя».
16 декабря 1942 года И. В. Сталиным было подписано Постановление Государственного Комитета Обороны № ГОКО 2633 сс «Об организации в составе Управления Войсковой разведки Генерального Штаба Красной Армии отдела по руководству работой радиостанций мешающего действия».
23 сентября 1953 года в ГШ ВС СССР введена должность помощника начальника ГШ по вопросам радиотехнической разведки и помех. 4 ноября 1953 года организован аппарат помощника начальника ГШ по вопросам радиотехнической разведки и помех.
26 июня 1960 года Аппарат помощника НГШ по вопросам радиопротиводействия преобразован в 9 отдел ГШ (борьбы с радиоэлектронными средствами противника).
22 апреля 1964 — 9 отдел ГШ включен в состав ГОУ ГШ.
22 января 1965 — 9 отдел выведен из состава ГОУ ГШ и определён как 9 отдел ГШ (борьбы с радиоэлектронными средствами противника).
8 июля 1968 — на базе 9 отдела ГШ и 8 отдела Управления ГШ сформирована Служба радиоэлектронного противодействия ГШ.
8 апреля 1972 — года служба радиоэлектронного противодействия ГШ реорганизована в 5 управление ГШ.
22 января 1974 — 5-е управление ГШ реорганизовано в 1-е управление 2 Главного управления ГШ.
13 мая 1977 — на базе 1-го управления организовано Управление РЭБ ГШ.
6 июня 1986 — Управление РЭБ ГШ преобразуется в Управление РЭБ Главного управления АСУ и РЭБ ГШ СССР.
3 июня 1989 — в связи с расформированием Главного управления АСУ и РЭБ ГШ Управление РЭБ ГШ выведено в самостоятельное управление.
3 мая 1999 —  приказом министра обороны Российской Федерации № 183 учреждён День специалиста РЭБ, который отмечается ежегодно 15 апреля.
19 января 2009 — день образования Войск радиоэлектронной борьбы ВС РФ
По словам специалистов, если к 2020 году армия и флот должны будут перейти на новейшее вооружение на 70—75 %, то стратегический потенциал войск радиоэлектронного фронта будет обновлен на 100 %.

### Руководители
- Ершов А. Г., генерал-майор, начальник отдела радиомешания 5 ГУ МО (1950—1953 гг.)
- Герасимов А. В., генерал-лейтенант артиллерии, начальник службы радиопротиводействия — помощник НГШ (1953—1954)
- Шелимов Н. П., генерал-лейтенант инженерно-авиационной службы, начальник службы радиопротиводействия — помощник НГШ (1954—1960)
- Стемасов С. И., генерал-майор инженерно-технической службы, начальник отдела борьбы с РЭС противника ГШ (1960—1964)
- Горбачев Ю. Е., полковник, начальник отдела борьбы с РЭС противника ГОУ ГШ (1964—1967)
- Палий А. И., генерал-майор, начальник службы радиоэлектронного противодействия ГШ (1968—1975)
- Макаренков Н. А., генерал-лейтенант, начальник управления РЭБ ГШ (1975—1986)
- Косенко Э. В., генерал-лейтенант, начальник управления РЭБ ГШ (1986—1992)
- Быстров А. А., генерал-лейтенант, начальник управления РЭБ ГШ ВС РФ (1992—1998)
- Володин В. Н., генерал-лейтенант, начальник управления РЭБ ГШ ВС РФ (1998—2001)
- Осин А. В., генерал-лейтенант, начальник управления РЭБ ГШ ВС РФ (2001—2007)
- Иванов О. А., генерал-майор, начальник войск РЭБ ВС РФ (2007—2011)
- Доскалов М. В., полковник, начальник войск РЭБ ВС РФ (2012—2014)
- Ласточкин, Ю. И., генерал-лейтенант, начальник войск РЭБ ВС РФ (с 2014 г.)

### Разработка средств радиоэлектронной борьбы
- Концерн «Созвездие» (г. Воронеж)  — РЭБ[16]
- Центральный научно-исследовательский институт МО РФ
- Научно-исследовательский центр оперативно-стратегических обоснований 24 ЦНИИ МО РФ
- Научно-исследовательский центр радиоэлектронного вооружения 14 ЦНИИ МО РФ
- Научно-исследовательский центр связи 34 ЦНИИ МО РФ
- Федеральный государственный научно-исследовательский центр радиоэлектронной борьбы и оценки эффективности снижения заметности МО РФ
- АО «Концерн «Радиоэлектронные технологии»» (КРЭТ) — РЭБ

### Подготовка специалистов РЭБ
- Воронежское высшее военное инженерное училище радиоэлектроники (первым начальником училища, основанного в 1981 году, был генерал-майор В. Палей, затем с 1987 по 1993 — генерал-майор В. Ермолаев)
- Военно-космическая академия имени А. Ф. Можайского
- Межвидовой центр подготовки и боевого применения войск РЭБ ВС РФ (учебный и испытательный)

Подготовка специалистов РЭБ ВМФ:
- Военно-морская академия им. Н. Г. Кузнецова
- Высшие специальные офицерские классы
- Военно-морской институт радиоэлектроники имени А. С. Попова

Подготовка гражданских специалистов РЭБ:
- Балтийский государственный технический университет «Военмех»
- Московский государственный технический университет имени Н. Э. Баумана
- Московский государственный институт радиотехники, электроники и автоматики
- Рязанский государственный радиотехнический университет
- Московский авиационный институт
- Таганрогский технологический институт ЮФУ
- Сибирский федеральный университет
- Воронежский государственный технический университет (до 2009 года)
- Владивостокский государственный университет
- Санкт-Петербургский государственный университет телекоммуникаций имени проф. М. А. Бонч-Бруевича